# Przesiedleniec
Zasugerowano, aby zintegrować ten artykuł z artykułem Wypędzony (prawo niemieckie). Nie opisano powodu propozycji integracji.
Ten artykuł należy dopracować:

przedstawiono sytuację tylko z niemieckiej perspektywy – artykuł powinien być przekrojowy.
Pomóż go poprawić. 
Przesiedleniec (niem. Aussiedler lub Spätaussiedler), potocznie także wypędzony (niem. Vertriebene) – według niemieckiego prawa przesiedleńczego (Bundesvertriebenengesetz) to osoba, która posiadała niemieckie obywatelstwo w okresie międzywojennym (według stanu na 31 grudnia 1937) oraz jej mąż bądź żona nieniemieckiego pochodzenia i ich potomkowie, lub (od 1993) jest niemieckiego pochodzenia i przybyła z zagranicy na pobyt stały do Niemiec. Przesiedleńcy przybywający do Niemiec po 1 stycznia 1993 nazywani są oficjalnie Spätaussiedler (późnymi przesiedleńcami). 
W latach 1949–1969 sprawami przesiedleńców zajmowało się specjalne Federalne Ministerstwo do spraw Wypędzonych, Uchodźców i Ofiar Wojny.

## Historia
Pierwsza regulacja prawna dotycząca statusu osób przesiedlonych do Niemiec pochodziła z 19 maja 1953. Z uzyskaniem statusu „przesiedleńca” wiązały się np. prawo do odszkodowania za pozostawione mienie i przywileje podatkowe. Przepisy prawne w tym zakresie zmieniały się od ich powstania wielokrotnie, np. ostatnie zmiany z 1990 i 1997 roku dotyczyły procedury uzyskania statusu przesiedleńca. Status ten mogą uzyskać teraz jedynie osoby przybyłe do Niemiec po sprawdzeniu ich pochodzenia i wydaniu przez niemieckie placówki dyplomatyczne za granicą stosownego zaświadczenia (Aufnahmebescheid). Dodatkowo od 1997 r. sprawdzana jest znajomość języka niemieckiego. 

## Pochodzenie przesiedleńców
Pierwsi przesiedleńcy pochodzili przeważnie z terenów utraconych przez Niemcy po II wojnie światowej i innych obszarów Europy wschodniej i południowo-wschodniej, jak np. Kraj Sudetów (Niemcy sudeccy), Siedmiogród (Niemcy karpaccy) itd. i to oni do początku lat 90. XX w. stanowili większość tej grupy migracyjnej. Od lat 90. XX w. większość przesiedleńców przybywa do Niemiec z krajów byłego ZSRR (Niemcy kaukascy, reszta Niemców bałtyckich, Niemcy nadwołżańscy, Niemcy krymscy i Niemcy z Kazachstanu).

## Organizacje przesiedleńcze
W Niemczech przesiedleńcy, zorganizowani są w organizacjach jak Związek Wypędzonych lub różnego typu ziomkostwach. Okres wzrostu organizacje te mają od ok. końca lat 1970. za sobą, a wielu ich członków urodziło się już w Niemczech.

## Mniejszość polska
Potomkowie przedwojennej polskiej mniejszości w Niemczech (która utraciła status mniejszości w czasie reżimu nazistowskiego w 1940 r.), którzy po II wojnie światowej pozostali na przyłączonych do Polski tzw. ziemiach odzyskanych, byli również uprawnieni do uzyskania statusu przesiedleńców, ponieważ ich przodkowie w okresie międzywojennym posiadali niemieckie obywatelstwo.